# アロチノロール
アロチノロール（Arotinolol）は、交感神経α/β混合遮断薬という分類の薬である。また、β3受容体作動薬としても作用する。旧商品名はアルマール。(アマリール®と誤っての医療事故があり先発品はアロチノロール「DSP」」へ製品名を変更となった。)

1979年の出版物によると、アロチノロールは住友化学によって「アドレナリンβ遮断薬、抗不整脈薬 S-596」として最初に科学文献に記載された。

## 効能・効果
- 本態性高血圧症（軽症〜中等症）[3]、狭心症、頻脈性不整脈[4]
- 本態性振戦[4][5][6]

## 禁忌
アロチノロールは下記の患者には禁忌である。
- 高度の徐脈（著しい洞性徐脈）、房室ブロック（II、III度）、洞房ブロック（英語版）、洞不全症候群のある患者
- 糖尿病性ケトアシドーシス、代謝性アシドーシスのある患者
- 気管支喘息、気管支痙攣の虞れのある患者
- 心原性ショックのある患者
- 肺高血圧による右心不全のある患者
- 鬱血性心不全のある患者
- 未治療の褐色細胞腫の患者
- 妊婦または妊娠している可能性のある婦人
- 製剤成分に対し過敏症の既往歴のある患者

## 副作用
重大な副作用として、心不全、房室ブロック、洞房ブロック、洞不全症候群、徐脈が知られている。

## 参考資料
1. ↑  Zhao J, Golozoubova V, Cannon B, Nedergaard J (July 2001). “Arotinolol is a weak partial agonist on beta 3-adrenergic receptors in brown adipocytes”. Canadian Journal of Physiology and Pharmacology 79 (7):  585-593. doi:10.1139/cjpp-79-7-585. PMID 11478592.
2. ↑  Hara, Youichi; Sato, Etsuro; Miyagishi, Akira; Aono, Shunzi; Nakatani, Hiroshi (1979). “新しいβ-受容体遮断薬，dl-2-(3'-t-Butylamino-2'-hydroxypropylthio)-4-(5'-carbamoyl-2'-thienyl)-thiazole hydrochloride (S-596) の薬理作用 [Pharmacological properties of dl-2-(3'-t-butylamino-2'-hydroxypropylthio)-4-(5'-carbamoyl-2'-thienyl)thiazole hydrochloride (S-596), a new β-adrenergic blocking agent]” (Japanese). Folia Pharmacologica Japonica (日本高血圧学会) 75 (7):  707-720. doi:10.1254/fpj.75.707. ISSN 1347-8397.
3. ↑  Wu H, Zhang Y, Huang J, Zhang Y, Liu G, Sun N, Yu Z, Zhou Y (September 2001). “Clinical trial of arotinolol in the treatment of hypertension: dippers vs. non-dippers”. Hypertension Research 24 (5):  605-610. doi:10.1291/hypres.24.605. PMID 11675958.
4. 1 2 3 4  “アロチノロール塩酸塩錠5mg「DSP」／アロチノロール塩酸塩錠10mg「DSP」添付文書”. www.info.pmda.go.jp. 2022年1月17日閲覧。
5. ↑  Lee KS, Kim JS, Kim JW, Lee WY, Jeon BS, Kim D (August 2003). “A multicenter randomized crossover multiple-dose comparison study of arotinolol and propranolol in essential tremor”. Parkinsonism & Related Disorders 9 (6):  341-347. doi:10.1016/S1353-8020(03)00029-4. PMID 12853233.
6. ↑  “Almarl (アルマール) Arotinolol HCl Tablets. Full Prescribing Information”.   Sumitomo Dainippon Pharma Co., Ltd.. 2012年5月7日時点のオリジナルよりアーカイブ。2016年3月6日閲覧。